# Rachat de Dunkerque
Le rachat de Dunkerque par le roi de France Louis XIV au roi d'Angleterre Charles II, en 1662, est une suite de la guerre franco-espagnole de 1635-1659 et de la guerre anglo-espagnole de 1654-1660, à la fin desquelles les deux pays sont liés par le traité de Paris du 23 mars 1657.
Dunkerque, port flamand des Pays-Bas espagnols conquis par les coalisés en juin 1658 à la suite de la bataille des Dunes, est attribuée à l'Angleterre du Commonwealth par le traité des Pyrénées de 1659. La restauration des Stuart en 1660 permet à Louis XIV de négocier la cession de Dunkerque avec son cousin Charles II d'Angleterre.

## Contexte
Ville du comté de Flandre, Dunkerque fait partie des possessions que les rois d'Espagne de la maison de Habsbourg détiennent depuis Charles Quint (en tant qu'héritiers des ducs de Bourgogne), dans les Pays-Bas méridionaux, ou Pays-Bas espagnols (les provinces du nord des Pays-Bas formant depuis 1581 la république des Sept Provinces-Unies des Pays-Bas).
En 1635, dans le cadre de la guerre de Trente Ans, la France (Louis XIII et Richelieu) entrent en guerre contre l'Espagne : les Pays-Bas espagnols deviennent un théâtre de guerre très important pour le royaume de France. Dunkerque est le premier port néerlandais contrôlé par le roi d'Espagne, à l'est de Calais, redevenue française en 1558. L'armée française s'en empare en 1646, mais l'armée du roi d'Espagne la reprend en 1652;
En 1654, les Anglais du Commonwealth dirigé par Olivier Cromwell (qui a fait décapiter Charles Ier en 1649) entrent à leur tour en guerre contre l'Espagne. Le premier ministre de Louis XIV, le cardinal Mazarin, cherche alors leur alliance : le traité conclu le 23 mars 1657 prévoit une offensive sur les places flamandes de Dunkerque, Mardyck et Gravelines.
Le 25 mai 1658, Turenne entame le siège de la ville. Dix-neuf jours plus tard, le 4 juin 1658, une armée franco-anglaise, menée par Turenne et William Lockhart, neveu de Cromwell, remporte la bataille des Dunes.
Le 25 juin 1658, Dunkerque se rend. Le soir même, conformément au Traité de Paris, la ville est remise aux troupes anglaises (le 25 juin 1658 est appelé « la folle journée »). Le traité des Pyrénées conclu entre la France et l'Espagne vaincue novembre 1659 officialise la possession anglaise de Dunkerque.
Mais, à la suite de la mort de Cromwell à la fin de 1658, le Commonwealth d'Angleterre est entré en crise et le fils de Charles Ier, Charles II devient roi d'Angleterre en 1660.

## Le rachat de Dunkerque

### Négociations

Entrée de Louis XIV à Dunkerque (1658 ou 1662)

En 1662, Charles II est à court d'argent. Edward Hyde, chancelier d'Angleterre, lui conseille de vendre Dunkerque, qui coûte au royaume plus d'un million de livres par an. Clarendon engage des négociations avec Godefroi d'Estrades, ancien ambassadeur de France dans le Saint-Empire, au Provinces-Unies et en Angleterre.
Clarendon lui indique qu'il est prêt à céder Dunkerque pour douze millions de livres. D'Estrades, qui a été gouverneur de Dunkerque, lui répond qu'il ne peut pas dépasser deux millions.
Il faut cependant faire vite : en Angleterre, l'idée de céder Dunkerque à la France est l'objet de débats. Le Conseil privé envisage, soit de remettre le sort de la ville à la décision du Parlement, soit de la vendre à l'Espagne ou aux Provinces-Unies. Clarendon propose alors sept millions de livres.
Le 27 août, d'Estrades transmet la proposition de Louis XIV : quatre millions dont deux au comptant, puis deux sur les deux années suivantes. Le 1er septembre, n'ayant pas reçu de réponse, d'Estrades, annonce qu'il quitte les négociations. Un accord est finalement trouvé pour cinq millions de livres, à la conditions que l'Angleterre cède également Mardyck et les fortifications entre Bergues et Dunkerque.

### Traité de cession (27 septembre 1662)
Le 27 septembre, à Londres, la vente est enfin conclue. « La ville de Dunkerque avec ses vieilles et ses nouvelles fortifications, avec les matériaux et munitions qui s'y trouvaient ainsi que Mardyck et les forts entre Dunkerque et Bergues » sont remis à la France.

### Prise de possession par la France
Cette cession est ressentie comme une trahison en Angleterre. Le Parlement, qui craint que corsaires dunkerquois, passés au service de la France, ne ruinent le commerce anglais, lance un ordre aux troupes anglaises de ne pas quitter Dunkerque, mais le courrier arrive trop tard[réf. nécessaire].
Le 28 novembre les derniers Anglais quittent Dunkerque et les troupes françaises y entrent le lendemain.
Le 2 décembre, Louis XIV en personne vient prendre possession de la ville, où il est reçu par Godefroi d'Estrades, nommé gouverneur.

## Suites
Vauban entreprend aussitôt de fortifier la ville et de développer son port, qui devient le plus grand port de guerre du royaume.
Dès 1670, Louis XIV encourage la reprise de la course à partir de Dunkerque, activité illustrée par Jean Bart (1650-1702).
Devenu impopulaire à la suite de la vente de Dunkerque, Clarendon tombe en disgrâce. Tous ses biens sont confisqués et il est banni par le Parlement. Réfugié en France, il meurt à Rouen le 9 décembre 1674.